# Qoruqlar
Qoruqlar è un comune dell'Azerbaigian situato nel distretto di Ordubad.